# Jojo-effect
Het jojo-effect is een effect dat is genoemd naar het speelgoed jojo, dat alsmaar op en neer beweegt. Met het jojo-effect wordt een in figuurlijke zin herhaalde op- en neergaande beweging bedoeld. De term wordt meestal gebruikt voor de situatie waarin iemand bij herhaling na het volgen van een vermageringsdieet gewicht verliest, maar na verloop van tijd weer terug is op het oude, of zelfs op een hoger gewicht. Ook de term gewichtscyclus wordt hiervoor gebruikt.
Uit onderzoek van 121 dieetstudies door de McMaster-universiteit in Canada is gebleken dat vrijwel alle diëten in het begin tot snelle gewichtsafname leidden, maar dat na 12 maanden gemiddeld alle deelnemers aan de onderzoeken op (zo goed als) het oude gewicht terug waren.

## Mechanisme achter het jojo-effect
Als iemand gewicht wil verliezen, betekent dit dat er minder energie ingenomen moet worden of dat er meer energie verbrand dient te worden dan voorheen. Bij het lagere gewicht hoort echter ook een lager basaal metabolisme. Om op het lagere gewicht te blijven zal men (bij gelijke beweging) voortaan blijvend minder energie per dag moeten innemen.
Als diegene echter na het bereiken van het lage gewicht het dieet beëindigt en weer evenveel gaat eten als voorheen, zal het gewicht weer toenemen tot de oorspronkelijke waarde: dit is het jojo-effect.

## Invloeden op het jojo-effect

### Lichamelijk
1. Een lichaam dat aan het afvallen is krijgt met een onbedwingbare eetlust te maken. Dit komt omdat het lichaam bij het afvallen minder leptine aanmaakt, het hormoon dat een gevoel van verzadiging geeft en zo de eetlust afremt.[3] Het effect van het lagere leptinegehalte is zelfs zo groot dat het hongergevoel veel groter is dan logisch zou zijn gezien het verschil in energiebehoefte met het hogere gewicht. Dit wordt als een van de grootste veroorzakers van het jojo-effect gezien.[4]
2. Bij mensen die veel gewicht verliezen kan het lichaam in de spaarstand schieten. Dit houdt in dat het lichaam na het proces van gewichtsverlies extra zuinig omgaat met de ingenomen energie. Hierdoor moet men minder blijven eten om op gewicht te blijven dan mensen (met dezelfde lengte, leeftijd en bewegingspatroon) die datzelfde gewicht al hadden, al is dit verschil niet heel groot.[4] Uit Amerikaans onderzoek is gebleken dat bij mensen die het lukt om na afvallen op gewicht te blijven, de spaarstand vaak wel actief blijft. Zij lijken echter beter in staat om om te kunnen gaan met een blijvende beperkte energie-inname en kunnen daardoor het jojo-effect voorkomen.[5]
3. Uit onderzoek van de Universiteit Maastricht is gebleken dat bij personen die na een dieet snel weer aankomen, de vetcellen een ontstekingsreactie vertonen. Om de stress die de ontsteking veroorzaakt weer kwijt te raken gaan de vetcellen juist extra hun best doen weer vet te verzamelen, waardoor men weer aankomt.[6][7]
4. Uit onderzoek van Israëlische wetenschappers is gebleken dat na afvallen het microbioom (de verzameling micro-organismen in de darmen) zich niet direct aanpast aan het lage gewicht. Het microbioom blijft ingesteld staan op het oude gewicht, en onderdrukt actief de stofwisseling. Bij muizen bleek dat het 6 maanden duurde voordat het microbioom gelijk was aan muizen van hetzelfde gewicht die niet afgevallen waren. Vermoedelijk duurt die verandering bij mensen jaren. Uit nader onderzoek bleek ook dat dikke muizen extreem veel flavonoïden afbraken en dat dit zo bleef nadat ze waren afgevallen. Omdat flavonoïden de vetafbraak stimuleren, leidde een laag gehalte aan flavonoïden dus weer tot gewichtstoename. Toen de onderzoekers flavonoïden aan het dieet toevoegden, bleef het jojo-effect deels uit. Het is niet bekend of dit bij mensen ook zo werkt.[8]
5. Als iemand als kind overgewicht heeft gehad, kan dit leiden tot jojoën als volwassene. Tijdens de groeiperiode van kinderen tot aan de adolescentie worden vetweefselcellen (adipocyten) aangemaakt. Deze vetweefselcellen worden bij afvallen alleen geleegd, ze verdwijnen niet. Elk jaar sterft ongeveer 10% van de vetcellen in het lichaam af en wordt vernieuwd. Uit onderzoek is gebleken dat bij mensen van alle soorten gewicht, van mager tot ernstige obesitas, het aantallen vetcellen in dit vernieuwingsproces gelijk blijft. Dat betekent dat na gewichtsverlies, grote aantallen lege vetcellen als het ware blijven roepen om eten. Dit maakt duurzaam op laag gewicht blijven moeilijker voor mensen die als kind al veel overgewicht hadden en draagt zo bij aan jojoën.[9]

### Psychisch
1. Eetmomenten zijn niet zozeer een bewuste keuze als wel een instinctieve beslissing, aangestuurd door hormonen en gewoontes. Dat maakt het extra moeilijk om de verminderde energie-inname vol te houden na te zijn afgevallen.[4] Daarom is het belangrijk om inzicht te krijgen in eetpatronen en redenen waarom men te veel eet om het jojo-effect te kunnen voorkomen.[10]
2. Iemand die gestrest is zal eerder naar zoet en vet eten grijpen. Ontspanning en voldoende rust zijn daarom belangrijk als men niet opnieuw wil aankomen.[10]
3. Ons brein heeft moeite met doelen op de lange termijn, en kiest vaak automatisch voor behoeftebevrediging op de korte termijn. Dat betekent dat we makkelijk weer zwichten voor tussendoor snoepen en daarbij het langetermijndoel van het handhaven van een laag gewicht negeren. Dit kan voorkomen worden door het dagelijks leven zó in te richten zodat er zo min mogelijk verleidingen zijn.[11]

## Jojo-effect voorkomen

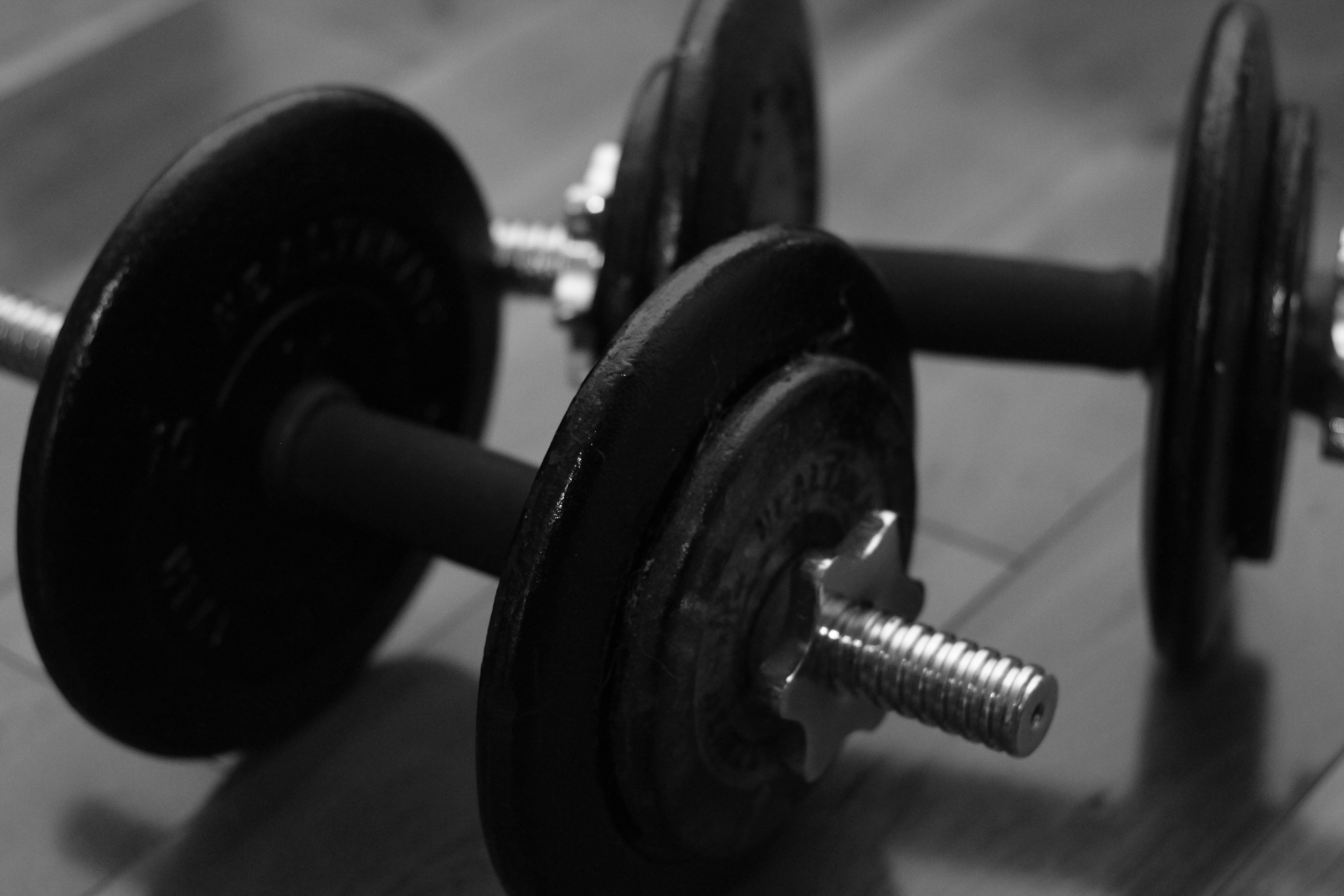
Krachttraining helpt mogelijk.

### Krachttraining
Er is weinig bekend over wat men kan doen om, na afgevallen te zijn, de spaarstand te 'deactiveren', dus om de stofwisselingssnelheid te verhogen. Mogelijk helpt krachttraining. Tijdens het afvallen verliest men namelijk niet alleen vet, maar ook spierweefsel. Door spieren weer, en sterker op te bouwen worden er in rust meer energie verbrand om deze spiermassa te onderhouden.

### Soort dieet
Een gecontroleerd dieet waarbij men voor lange tijd de eetgewoontes aanpast en (iets) minder eet dan voorheen, maakt het eenvoudiger om het jojo-effect te voorkomen dan wanneer men in korte tijd zeer streng lijnt (crashdieet).

### Specifieke voeding
Specifieke voeding kan helpen om het hongergevoel te voorkomen en meer energie te verbranden en zo het jojo-effect te voorkomen:
1. Uit het Europese DiOGenes-onderzoek is gebleken dat een voedingspatroon met veel eiwitten en koolhydraten met een lage glykemische index het beste helpt om op gewicht te blijven na afvallen. Het idee hierachter is dat eiwitten en koolhydraten met een lage glykemische index meer vullen en daarmee het hongergevoel beperken.[12]
2. Het eten van onbewerkt voedsel lijkt sneller tot verzadiging te leiden en zo het hongergevoel te verminderen dan wanneer men hetzelfde aantal kilojoules/calorieën via bewerkt voedsel inneemt.[13]
3. Onderzoekers van Maastricht UMC+ hebben ontdekt dat de catechine in groene thee samen met resveratrol (dat onder meer in druiven en wijn zit) zorgt voor een toename van de vetverbranding.[14] Naast een verminderde energie-inname kunnen enkele koppen groene thee per dag helpen om na afvallen op gewicht te blijven.
4. Zij ontdekten tevens dat het toevoegen van ongeveer 1 gram chilipeper per maaltijd ervoor zorgt dat de vetverbranding omhoog gaat. Als men na het volgen van een dieet weer terugkeert naar het oude eetpatroon maar hieraan peper toevoegt, wordt het jojo-effect afgeremd.[15]

## Crashdiëten en jojo-effect
Een dieet waarbij iemand door een 'crashdieet' in korte tijd veel gewicht verliest verhoogt niet de kans op het jojo-effect. Uit onderzoek van de Universiteit Maastricht bleek dat zowel bij een dieet van slechts 2000 kJ (478 kcal) per dag als bij een veel gematigder dieet van 5200 kJ (1242 kcal) per dag, beide groepen na verloop van tijd weer op het oude gewicht waren.

## Veelvuldig jojoën
Er is onderzoek gedaan naar ratten die meermaals op dieet werden gezet, waaruit bleek dat ze na verloop van tijd minder goed afvielen en sneller weer aankwamen. Er is nog te weinig onderzoek gedaan of dit effect bij mensen ook kan optreden. Uit onderzoek van de Universiteit Maastricht op mensen die in een periode van twee jaar tweemaal een dieet volgden, kwam geen sterke aanwijzingen naar voren dat herhaaldelijk afvallen en weer aankomen het steeds moeilijker maakt om af te vallen.
Met name bij mensen die een normaal gewicht hebben, toch herhaaldelijk proberen af te vallen en weer aankomen, kunnen de periodes van gewichtstoename leiden tot ongezonde cardio-vasculaire waarden. Dit kan op de lange termijn een gezondheidsrisico vormen.
Tegelijkertijd bestaat er geen consensus over de effecten van langdurig jojoën. In een studie waarin 20 studies op mensen en 7 dierstudies werden geanalyseerd werd geconcludeerd dat het bewijs voor een nadelig effect van herhaald jojoën 'schaars is, als het al bestaat'.
Wel is uit Amerikaans onderzoek bekend dat herhaaldelijk afvallen en aankomen kan leiden tot depressieve gevoelens, uit frustratie omdat het niet lukt om op gewicht te blijven.

## Conclusies
Uit de verschillende reacties van het lichaam op gewichtsverlies blijkt dat het jojo-effect door meer factoren wordt beïnvloed dan alleen door een gebrek aan wilskracht, met name doordat het lichaam zelf er alles aan doet om het oude, hogere gewicht weer te bereiken.
Als men eenmaal is afgevallen maken zowel lichamelijke processen als ingesleten gewoontes en omgevingsfactoren het moeilijk om een lage energie-inname te handhaven.
Ook lijkt het erop dat het jojo-effect meer optreedt bij mensen die daar aanleg voor hebben: mogelijk is er sprake van een 'jojo-gen'. Het is echter nog niet mogelijk om te voorspellen hoe iemands lichaam reageert op voeding en afvallen en daaruit te concluderen welke afvalmethode op de lange duur het beste werkt voor deze persoon, om zo het jojo-effect te voorkomen.